# Bibiana Beglau
Bibiana Beglau (nacida el 16 de julio de 1971 en Brunswick, Baja Sajonia) es una actriz alemana.

## Vida
Bibiana Beglau comenzó a aparecer en los escenarios del teatro de habla alemana inmediatamente después de graduarse en la Hochschule de Hamburgo para Música y Teatro. Actuó regularmente bajo la dirección de Christoph Marthaler, Einar Schleef, Frank Castorf y Luk Perceval antes de ganar el reconocimiento nacional e internacional por su papel principal en el largometraje de Volker Schlöndorff, The Legend of Rita (El silencio tras el disparo).
Bibiana Beglau ha sido galardonada con numerosos premios, incluyendo la Berlinale Silver Bear a la mejor actriz, el Ulrich Wildgruber Prize y el Adolf Grimme Prize. Además de compromisos teatrales en teatros de habla alemana, incluido el Burgtheater de Viena, Schauspielhaus Zúrich , Schaubühne Berlin y Thalia Theatre Hamburg, Bibiana Beglau ha actuado en numerosas producciones de cine y televisión, entre ellas The Murderer and His Child, The Ninth Day, 3 Degrees Colder y Under the Ice.

## Filmografía (selección)
- 1995: Der Mörder und sein Tipo (Director: Matti Geschonneck)
- 1996: 2 ½ Minutos (Director: Rolf Schübel)
- 1996: Absprung (Director: Hanno Brühl)
- 1997: Gegen den Strom (Director: Thorsten Näter)
- 1999: Sin Sexo (Director: Josh Broecker)
- 1999: Die Stille nach dem Schuss | El silencio tras el disparo’' (Director: Volker Schlöndorff)
- 2000: Der Briefbomber (Director: Torsten C. Fischer)
- 2001: Cumpleaños (Director: Stefan Jäger)
- 2001: Liebesschuld (Director: Ulrich Stark)
- 2002: Hamlet - Esta es tu familia (Director: Peter Kern)
- 2002: Nachtangst (Director: Michael Rowitz)
- 2002: Diez Minutos Más (Director: Volker Schlöndorff)
- 2003: Belmondo (Director: Annette Carle)
- 2003: Tatort: Gefährliches Schweigen (Director: Martin Eigler)
- 2003: Der Neunte Tag | El Noveno Día (Director: Volker Schlöndorff)
- 2003: Kammerflimmern | Off Beat (Director: Hendrik Hoelzemann)
- 2004: Tatort: Sechs zum Essen (Director: Fillipos Tsitos)
- 2004: 3° Grad kälter (Director: Florian Hoffmeister)
- 2005: Ricordare Anna (Director: Walter Deuber)
- 2005: Unter dem Eis (Director: Aelrun Goette)
- 2005: Der große Schlaf (Director: Mona Lenz)
- 2006: Das Leuchten (Director: Krystof Zlatnik)
- 2007: Il Pugno di Gesù | 'Boxeo de Jesús (Director: Stefan Jäger)
- 2009: Fue Du nicht siehst (Director: Wolfgang Fischer)
- 2010: Gier (Director: Dieter Wedel)
- 2010: Machtergreifung (Director: Bernd Fischauer)
- 2010: Tatort: Königskinder (Director: Thorsten Näter)
- 2010: Der letzte Angestellte (Director: Alexander Adolph)
- 2010: Tatort: Leben gegen Leben (Director: Nils Willbrandt)
- 2010: Stubbe - Von Otoño zu Otoño: Verräter (Director: Peter Kahane)
- 2011: Der kurze Ruhm des Alexander K. (Director: Manuel Fluryn Hendry)
- 2011: Die Konterrevolution (Director: Bernd Fischerauer)
- 2012: Die Machtergreifung (Director: Bernd Fischerauer)
- 2012: Der Alte (Episodio: Es ist niemals vorbei; Director: Hartmut Griesmayr)
- 2012: Europas letzter Sommer (Director: Bernd Fischerauer)
- 2012: Colonia Brigada Criminal (Episodio: En tödlicher Beziehung; Director: Manuel Fluryn Hendry)
- 2012: Zappelphilipp (Director: Connie Walther)
- 2013: Helmut Schmidt - Lebensfragen (Director: Ben von Grafenstein)
- 2014: Der Kriminalist – Tod im Paradies (Director: Christian Görlitz)
- 2014: Morir Abrechnung (Director: Dror Zahavi)
- 2014: Tatort – Der sanfte Tod; (Director: Alexander Adolph)
- 2014: Willkommen im Klub; (Director: Andreas Schimmelbusch)
- 2015: Axel der a Cabo; (Director: Hendrik Hölzemann)
- 2015: Der Andere - Schuld nach Ferdinand von Schirach; (Director: Maris Pfeiffer)
- 2015: Die Liebe unserer Eltern; (Director: Thomas Szabo)
- 2015: Schmutziges Blut; (Director: Friedemann Fromm)
- 2017: los Diferentes Tipos de Lluvia (Director: Isa Prahl)[1]

## Película documental
- Abgeschminkt: Bibiana Beglau.  Documental sobre Bibiana Beglau, Alemania 2006 (Guion y dirección: Johanna Schickentanz)

## Teatro (selección)
- 1997:        Ivanov by Anton Chekhov as Sascha at Schauspielhaus Düsseldorf (Director: Anna Badora)
- 1997:        As you like it by William Shakespeare as Rosalinde at Schauspielhaus Düsseldorf (Director: Nikolai Sykosch)
- 1997 - 1998: Lulu by Frank Wedekind as Lulu at Schauspielhaus Düsseldorf (Director: Anna Badora)
- 1997 - 1998: Salomé by Oscar Wilde as Herodias at Schauspielhaus Düsseldorf (Director: Einar Schleef)
- 1998 - 2003: Disco Pigs by Enda Walsh as Pig at Hamburger Schauspielhaus, Deutschen Theater Berlin and  Schaubühne Berlin (Director: Thomas Ostermeier)
- 1999 - 2001: Nothing Hurts by Anouk van Dijk and Falk Richter at Kampnagel, Hamburg (Directors: Anouk van Dijk and Falk Richter)
- 2000 - 2010: Berlin Alexanderplatz by Alfred Döblin as Mietze at Volksbühne Berlin (Director: Frank Castorf)
- 2000 - 2001: Polaroids by Mark Ravenhills at Schauspielhaus Zürich (Director: Falk Richter)
- 2001 - 2012:     4.48 Psychosis by Sarah Kane at Schaubühne Berlin (Director: Falk Richter)
- 2001 - 2002: Hamlet by William Shakespeare as Ophelia at Schauspielhaus Zürich (Director: Christoph Schlingensief)
- 2002:        Synchron by Thomas Hürlimann as Sibylle at Schauspielhaus Zürich (Director: Christoph Marthaler)
- 2003:        Mourning Becomes Electra by Eugene O’Neill as Lavinia at Schauspielhaus Zürich (Director: Frank Castorf)
- 2003 - 2004: 57 Minuten 38 Sekunden Ewigkeit - '57 Minutes and 38 Seconds of Eternity' as Verschollene by Bibiana Beglau and Stefan Jäger at Schauspielhaus Zürich (Director: Stefan Jäger)
- 2004: Attabambi-Pornoland by Christoph Schlingensief at Schauspielhaus Zürich (Director: Christoph Schlingensief)
- 2005 - 2006: Fatherless by Anton Chekhov as Anna Petrovna at Volksbühne Berlin (Director: Stefan Pucher)
- 2005 - 2007: Barebacklying by Simone Aughterlony at Gessnerallee, Zürich, Hebbel Theater, Berlin and Schauburg, Rotterdam (Director: Simone Aughterlony)
- 2005 - 2009: König Ottokars Glück und Ende - 'King Ottokar’s Happiness and End by Franz Grillparzer ass Queen Kunigunde at Burgtheater Wien and the Salzburger Festspielen (Director: Martin Kusej)
- 2006 - 2008: Ghosts by Henrik Ibsen as Mrs. Alving at Schaubühne Berlin (Director: Sebastian Nübling)
- 2007: The Ugly One by Marius von Mayenburg as Fanny at Schaubühne Berlin (Director: Benedict Andrews)
- 2007 - 2009: Three Sisters by Anton Chekhov as Mascha at Schaubühne Berlin (Director: Falk Richter)
- 2007 - 2010: Im Ausnahmezustand - 'In a State of Emergency' by Falk Richter as the Woman at Schaubühne Berlin (Director: Falk Richter)
- 2008: Macbeth by William Shakespeare as Lady Macbeth at Schauspielhaus Zürich (Director: Sebastian Nübling)
- 2008 - 2009: The Cherry Orchard by Anton Chekhov as Mrs Ranewskaja at Schaubühne Berlin (Director: Falk Richter)
- 2009 - 2011: Oedipus, Tyrant by Friedrich Hölderlin by Heiner Müller as Creon, Tiresias and the Servant at Thalia Theater (Hamburg) (Director: Dimiter Gotscheff)
- 2009 - 2011: The truth about the Kennedys by Luk Perceval as Rose Kennedy at Thalia Theater (Hamburg) (Director: Luk Perceval)
- 2010 - 2011: Twelfth Night by William Shakespeare as Olivia at Thalia Theater (Hamburg) (Director: Jan Bosse)
- 2011 - 2012:     Antigone by Bertolt Brecht as Guard, Tiresias and the Courier at Thalia Theater (Hamburg) (Director: Dimiter Gotscheff)
- 2011:    Eyjafjallajökull-Tam-Tam by Helmut Krausser at Residenztheater Munich (Director: Robert Lehniger)
- 2011 - :    Immer noch Sturm by Peter Handke as Ursula, at the Salzburger Festspielen, at Burgtheater Wien and at Thalia Theater (Hamburg) (Director: Dimiter Gotscheff)
- 2011 – 2012:    Casimir and Caroline by Ödön von Horváth as Erna, Rosa und Schürzinger at Residenztheater Munich (Director: Frank Castorf)
- 2012 – :    The Bitter Tears of Petra von Kant by Rainer Werner Fassbinder as Petra von Kant at Residenztheater Munich (Director: Martin Kusej)
- 2013: Der Komet after Jean Paul as 1 at Residenztheater Munich (Director: Katrin Plötner)
- 2013 – : Cement by Heiner Müller as Dascha Tschumalowa at Residenztheater Munich (Director: Dimiter Gotscheff)
- 2013 –: Journey to the End of the Night by Louis-Ferdinand Céline as Ferdinand Bardamu at Residenztheater Munich (Director: Frank Castorf)
- 2014–: Faust by Johann Wolfgang von Goethe as Mephisto at Residenztheater Munich (Director: Martin Kusej)
- 2014–: Who is afraid Virginia Woolf? by Edward Albee as Martha at Residenztheater Munich (Director: Martin Kusej)
- 2015–: Baal by Bertolt Brecht as Isabelle, the Wife from Hell at Residenztheater Munich (Director: Frank Castorf)

## Emisiones de radio (selección)
- 57 Minuten 38 Sekunden Ewigkeit’ - ‘57 Minutes and 38 Seconds of Eternity’ (Production: Theaterhörbuch Verlag)
- Der Verschollene - 'The Missing' by Franz Kafka (Produktion: SWR 2)
- Gott ist ein DJ - ‘God is a DJ by Falk Richter’ (Production: Theaterhörbuch Verlag)
- Liebeserklärungen einer Reisenden - ‘Love declarations of a traveler’ by Annemarie Schwarzenbach (Production: Kein und Aber Records)
- Wie ein Stein im Geröll - ‘Like a stone in the debris’ by Maria Barbal (Production: DAV)
- Wuthering Heights by Emily Brontë music by Anne Clark (Production: Der Hörverlag)
- 'Ulysses' by James Joyce (Production: Südwestrundfunk, Deutschlandfunk)
- 2011: 'Sklavenmarkt Deutschland'by Tom Schimmeck/Thilo Guschas; Director: Ulrich Lampen (NDR/ARD radiofeature)
- 2013: 'Ich Wir Ihr Sie' by Inga Helfrich; Director: Inga Helfrich (Production: BR)
- 2014: 'Die Quellen sprechen' Director: Ulrich Gerhardt (Production: Der Hörverlag)
- 2014: 'Die Schuld einer Mutter' by Paula Daly (Production: Der Hörverlag)
- 2015: 'Die Erfindung der Flügel' by Sue Monk Kidd (Production: Der Hörverlag)
- 2015: 'Kein Ort Nirgends' by Christa Wolf (Production: Der Audio Verlag GmbH)

## Premios (selección)
- 2000: Berlinale Silver Bear for dramatic performance in The Legend of Rita “El silencio tras el disparo”.
- 2000: Riga Filmfestival Award for dramatic performance in The Legend of Rita “El silencio tras el disparo”.
- 2000: European Actress of the Year (nomination) for dramatic performance in The Legend of Rita “El silencio tras el disparo”.
- 2000: Ulrich Wildgruber Award for dramatic performance in The Legend of Rita “El silencio tras el disparo”.
- 2007: Adolf-Grimme-Award for dramatic performance in Under the Ice
- 2008: Audience Award for outstanding performances at Zurich Schauspielhaus in Macbeth
- 2012: Kurt-Meisel-Award for outstanding performances in The Bitter Tears of Petra von Kant and Kasimir and Karoline
- 2014: Theater Heute Prize Actress of the Year for Faust, Journey to the End of the Night and Cement